# John Bennett Perry
John Bennett Perry (n. 4 de enero de 1941) es un actor y exmodelo estadounidense. Es el padre del fallecido actor Matthew Perry.

## Vida y carrera
Perry nació en Wiliamstown, Massachusetts, hijo de María Schaefer (de soltera Bennett) y Alton L. Perry. Se ha casado dos veces. Su primera esposa fue Suzanne Perry Morrison, una exsecretaria de prensa del primer ministro canadiense Pierre Trudeau, con quien tuvo a su primer hijo, el también actor Matthew Perry, nacido el 19 de agosto de 1969, y más conocido por interpretar a Chandler Bing en la serie televisiva Friends. Perry y Morrison se divorciaron antes del primer cumpleaños de Perry. También tiene una hija, Mia Perry, nacida en 1986, con su segunda y actual esposa, Debbie.
En 1967 participó en teatro en el musical Now Is The Time For All Good Men.
Perry es conocido por interpretar al marinero en los comerciales de Old Spice de la década de 1970 y 1980. Ha aparecido en varias películas y programas de televisión, como Independence Day, George of the Jungle, The 40-Year-Old Virgin, The West Wing, L.A. Law, Days of Our Lives, Little House on the Prairie, 240-Robert, Falcon Crest, Murder, She Wrote y Magnum, P.I. También interpretó al General Douglas MacArthur en Farewell to the King.
Apareció junto a su hijo (interpretando a su padre) en la película de 1997 Fools Rush In, y en el episodio "My Unicorn" de la sitcom Scrubs. También apareció en un episodio de Friends, "The One with Rachel's New Dress", interpretando al padre del novio de Rachel Green, Joshua.

## Filmografía
| Año         | Título                                                         | Papel                                          | Nota         |
| ----------- | -------------------------------------------------------------- | ---------------------------------------------- | ------------ |
| 1985        | El otro amor                                                   | Peter Fielding                                 | película     |
| 1985        | Double Dare(Epi. now you see it, now you see it)               | Earl Allen                                     | Serie de tv  |
| 1984        | Muñecas de papel(13 Epi.)                                      | Michael Caswell                                | Serie de tv  |
| 1984        | Vacaciones en el mar (Epi. only the good die young)            | George Washburn                                | Serie de tv  |
| 1984        | La fábrica de patos (Epi. it didn´t happen one ninght )        | Arnold - Brett Higgens                         | Serie de tv  |
| 1983        | Escándalo en la Marina (Epi. )                                 | Joe                                            | Serie de tv  |
| 1983        | Lotería (Epi. phoenix blood brothers)                          |                                                | Serie de tv  |
| 1983        | Wizards and Warriors (Epi. the dungeon of death)               | Colter                                         | Serie de tv  |
| 1983        | Teachers Only (Epi. Rex the wonder husband)                    | Rex Swanson                                    | Serie de tv  |
| 1983        | La casa de la pradera (Epi. the aftermath - once upon a time ) | Andrew Hobbs - Frank James - Russell Matthews  | Serie de tv  |
| 1983        | Me case con Wyatt Earp                                         | John Behan                                     | Película     |
| 1982        | Siete novias para siete hermanos (Epi. heritage)               | Eckworth                                       | Serie de tv  |
| 1982        | Money on the Side                                              | Tom Westmore                                   | Película     |
| 1982        | Today's F.B.I. (Epi. tapper)                                   | Parrish                                        | Serie de tv  |
| 1982        | Disneylandia (Epi. tales of apple dumpling gang)               | Russell Donovan                                | Serie de tv  |
| 1981        | Sólo cuando me río                                             | Lou                                            | Película     |
| 1981        | La leyenda del Llanero Solitario                               | Dan Reid                                       | Película     |
| 1979 - 1981 | 240-Robert                                                     | Deputy Theodore Roosevelt 'Trap' Applegate III | Serie de tv  |
| 1981        | Aprender a morir                                               | Shad Fleming                                   | Película     |
| 1978 - 1979 | Centennial (Epi. the wagon y the elephant. The storm)          | Mahlon Zendt                                   | Miniserie tv |
| 1976        | La batalla de Midway                                           | Walter G. Chochalousek                         | película     |
| 1976        | Lápiz de labios                                                | Martin McCormick                               | película     |
| 1975        | The Fisher Family (Epi. Jeremy)                                | Steve                                          | Serie de tv  |
| 1975        | Costa Bárbara (Epi. An iron-clad plan)                         | Commander Stark                                | Serie de tv  |
| 1975        | Los hombres de Harrelson (Epi. the vendetta)                   | Johnny Brewer                                  | Serie de tv  |
| 1975        | Kung fu (serie de televisión) (Epi. battle hymn)               | Hank Archer                                    | Serie de tv  |
| 1973 - 1974 | Historia policial                                              | Sgt. Chick Torpi (Chick)                       | Serie de tv  |
| 1974        | Nakia (Epi. the moving target)                                 |                                                | Serie de tv  |
| 1974        | Mannix (Epi. walk a double line)                               | Steve Walker                                   | Serie de tv  |
| 1972        | Bobby Jo and the Good Time Band                                | Jeff                                           | película     |